# Metasyleus
Genre
Metasyleus est un genre d'opilions eupnois de la famille des Sclerosomatidae.

## Distribution
Les espèces de ce genre se rencontrent en Birmanie et en Inde.

## Liste des espèces
Selon World Catalogue of Opiliones (11/05/2021) :
- Metasyleus ephippiatus Roewer, 1955
- Metasyleus orissus Roewer, 1955
- Metasyleus tenuis Roewer, 1955

## Publication originale
- Roewer, 1955 : « Indoaustralische Gagrellinae (Opiliones, Arachnidae). (Weitere Weberknechte XVIII). 4. Teil (Schluss). » Senckenbergiana Biologica, vol. 36, p. 123–171.